# Douglas YOA-5
Douglas YOA-5 là một loại máy bay thủy bộ được thiết kế cho Quân đoàn Không quân Lục quân Hoa Kỳ.

## Quốc gia sử dụng
United States
- Quân đoàn Không quân Lục quân Hoa Kỳ

## Biến thể
YB-11
YO-44
YOA-5

## Tính năng kỹ chiến thuật (YB-11)
Đặc điểm tổng quát
- Chiều dài: 69 ft 9 in (21,3 m)
- Sải cánh: 89 ft 9 in (27,4 m)
- Chiều cao: 22 ft 0 in (6,7 m)
- Diện tích cánh: 1.101 ft² (102,3 m²)
- Trọng lượng rỗng: 14.038 lb (6.368 kg)
- Trọng lượng có tải: 20.000 lb (9.000 kg)
- Động cơ: 2 × Wright R-1820-45 Cyclone, 800 hp (600 kW)  mỗi chiếc

 Hiệu suất bay 
- Vận tốc cực đại: 169 mph (147 knot, 272 km/h)
- Vận tốc hành trình: 152 mph (132 knot, 245 km/h)
- Vận tốc tắt ngưỡng: 75 mph (65 knot, 120 km/h)
- Tầm bay: mi (nm, km)
- Trần bay: 18.900 ft (5.760 m)
- Vận tốc lên cao: 770 ft/phút (3,9 m/s)
- Tải trên cánh: 18 lb/ft² (89 kg/m²)
- Công suất/trọng lượng: 0,080 hp/lb (130 W/kg)

Trang bị vũ khí

- Súng: 3× súng máy M1919 Browning.30 in (7,62 mm)